# Myriam Leroy
Pour les articles homonymes, voir Leroy.
Myriam Leroy, née le 5 février 1982, est journaliste, chroniqueuse, autrice, réalisatrice de documentaires et romancière belge. Dans ses livres, elle traite du sexisme et de la place des femmes dans la société.

## Biographie
En 2005, Myriam Leroy termine ses études de journalisme à l'université catholique de Louvain puis exerce en tant que maître de conférence invitée à l’école de journalisme de Louvain.
Elle réalise un Erasmus au Québec où elle rencontre le futur humoriste Dan Gagnon qui la suit en Belgique à son retour et avec qui elle est en couple jusqu'en 2013.

### Journaliste
Après ses études, Myriam Leroy travaille comme journaliste indépendante pour un grand nombre de médias belges : La RTBF (La Deux et La Trois, Pure FM, VivaCité, La Première…), Vers l'Avenir, Bel RTL, Le Soir Magazine, Ciel Radio, BFM Today, Elle Belgique, L'Écho, ainsi que pour La Libre Belgique (où elle écrit durant plusieurs années, aux pages Culture et Planète), le Focus Vif (où elle a créé le podcast audio et vidéo Focus Store, revue culturelle bimensuelle), Pure FM, La Première.
En 2011, elle co-réalise son premier documentaire, Cuisine Interne, un projet multimédia sur la thématique de l'IVG à travers le quotidien d'un centre de planning familial liégeois,,.

### Chroniqueuse
En 2011, elle rejoint l'équipe des chroniqueurs de l'émission radiophonique On n'est pas rentré sur La Première (RTBF).
À la rentrée 2013, elle rejoint La Nouvelle Édition de Ali Baddou sur Canal+, où sa chronique est diffusée chaque vendredi. Dans le cadre de cette chronique, elle s'en prend à Dieudonné de façon virulente le 29 novembre 2013, ce qui lui vaut d'être insultée via les réseaux sociaux par les partisans de l'humoriste,,.
Pendant l'été 2014, elle intervient dans Le Café serré sur La Première. À la rentrée 2014, elle est chroniqueuse et joker de présentation pour l'émission culturelle Entrez sans frapper, sur La Première, où elle propose des critiques, des chroniques et des interviews de personnalités de la littérature, du cinéma, de la musique et des spectacles vivants.
À la rentrée 2015, elle rejoint l'équipe de l'émission littéraire « Livrés à Domicile » sur La Deux ainsi que celle de l'émission satirique « Un Samedi d'Enfer » sur La Première. Elle a aussi sa propre émission radio, « Coupé au Montage », un grand entretien hebdomadaire avec des artistes belges, sur la Première.

### Documentaire «#SalePute»
Elle coproduit avec Florence Hainaut un documentaire intitulé #SalePute dénonçant la violence particulière et le cyberharcèlement dont les femmes sont victimes sur internet. Elles racontent leur expérience, ainsi que celle d'autres femmes notoires, qui ont dû faire face « aux érotomanes [puis à] la haine misogyne, les insultes, les menaces de viol et de mort ». De leur point de vue, il y a un problème systémique sur les réseaux sociaux et « se faire traiter de « sale pute » tous les jours par des milliers de personnes alors que nos collègues masculins, qui font exactement le même métier [de journaliste], ne subissent pas le même sort, c’est bien faire l’objet d’une haine dirigée contre le genre féminin. »
Dans ce documentaire, les deux femmes partagent une expérience personnelle. Ainsi, une plainte a été déposée en 2018 par Florence Hainaut et Myriam Leroy contre un blogueur pour des faits de harcèlement perpétrés entre 2012 et 2017. Fin 2021, le blogueur est condamné à dix mois de prison avec sursis. En 2022 elles citent dans le même contexte le blogueur Marcel Sel, s’étant fait le relais des thèses du harceleur condamné, pour calomnie et diffamation, et celui-ci les cite en retour pour les mêmes motifs, en procédant à une demande reconventionnelle. En 2023, le juge ne donne droit aux demandes d’aucune des parties, en appelant à la « bonne volonté », plutôt qu’au « procès en responsabilité ». En mars 2023, Le Vif informe qu'un harceleur qui sept ans plus tôt avait usurpé l'identité de Florence Hainaut pour l'insulter, et dont « certains avaient accusé la journaliste Myriam Leroy », a été identifié et qu'elles n'ont donc pas inventé le harcèlement dont elles ont été victimes.

### Autrice, écrivaine et romancière

#### Premiers ouvrages
Le livre Les bobos : La révolution sans effort, paru à la Renaissance du livre en octobre 2012 est un recueil illustré de ses chroniques humoristiques tenues sur la Première qui propose « un abécédaire plein de fiel et de tendresse [sur la thématique du bobo] : ses fringues, ses cheveux, son alimentation, son rapport aux réseaux sociaux, au boulot, aux vacances, à la littérature, à la photographie, au cinéma, à la musique, à la téléphonie, à la fête, à la spiritualité, au sport, à la politique, à l'amour... ».
En mai 2013, elle publie son deuxième ouvrage intitulé Myriam Leroy n'aime pas. Il s'agit cette fois d'un recueil des chroniques qu'elle a tenues sur Pure FM entre 2010 et 2012.
Elle est l'auteure de la pièce de théâtre Cherche l'amour, jouée à guichets fermés au Théâtre de la Toison d'Or à Bruxelles ainsi qu'en Wallonie en 2016 et 2017. Pour ce spectacle, Myriam Leroy a reçu le 25 septembre 2017 le prix de la Meilleure Autrice, dans le cadre des prix de la Critique.

#### Une écriture tirée de l'expérience personnelle
Son premier roman, Ariane, paraît le 4 janvier 2018 aux éditions Don Quichotte. C'est le récit d'une amitié toxique entre deux adolescentes qui font l'apprentissage de la séduction et de la cruauté dans la bourgeoisie du BéWé des années 1990. Myriam Leroy explique qu'elle avait « l’intention d’écrire un roman autobiographique » mais que faute de suffisamment de souvenirs de l’amitié fusionnelle vécue dans son adolescence et qui s’était alors soldée par une dispute, elle « a rédigé une fiction nourrie d’éléments autobiographiques [et] de souvenirs réels ». Au printemps 2018, ce roman est en lice pour le prix Goncourt du premier roman, attribué au premier tour de scrutin à Grand frère de Mahir Guven par six voix contre quatre.
En 2019, son second roman Les Yeux rouges sort aux éditions du Seuil. L'auteure puise dans sa propre expérience pour raconter le harcèlement dont une jeune journaliste est l'objet. En 2021, l'œuvre prend une autre dimension à la suite de son adaptation au théâtre de Poche de Bruxelles.
En octobre 2019, la chambre du conseil de Bruxelles décide de renvoyer devant le tribunal correctionnel un "des" cyberharceleurs "présumés" de Myriam Leroy.
En 2020, la création de sa nouvelle pièce, ADN, préalablement programmée pour le mois d'avril au théâtre de la Toison d’Or est reportée pour cause de Covid-19. Dans cette pièce, elle puise à nouveau son inspiration de son expérience personnelle, ayant appris en 2017, alors atteinte d'une maladie grave, qu'elle était née grâce à la procréation assistée d'un donneur de sperme inconnu. Elle déclare : « Ma relation avec mon père s’est plutôt apaisée. Je crois que ce n’est pas évident de voir grandir un enfant qui n’a aucun patrimoine génétique en commun avec vous, même si, à un moment, on finit par l’oublier. Je suis contente d’avoir le père que j’ai, mon horizon s’est élargi. Ce qui me révolte, par contre, c’est la culture du secret, du mensonge. »
En janvier 2023, Myriam Leroy publie son troisième roman aux Editions du Seuil, Le mystère de la femme sans tête, consacré à la résistante oubliée Marina Chafroff, dont elle tombe par hasard sur la sépulture au Cimetière d'Ixelles,. Un podcast accompagne cette sortie sur la plateforme Tipik, explorant en arborescence l'Occupation allemande de la Belgique pendant la Seconde Guerre mondiale, La Poupée Russe. 

### Décorations
En juin 2023, Myriam Leroy a reçu les insignes de Chevalier de la Légion d'Honneur de la République française.
En 2024, elle est décorée de L'Ordre de la Pléiade pour sa contribution aux Lettres francophones. 

## Œuvres

### Au théâtre
- Cherche l'amour, 2017[37]
- ADN, 2020[38]
- Les Yeux rouges, 2021[28]

### Recueils de chroniques et nouvelles
- Les Bobos : La Révolution sans effort, Bruxelles, Belgique, Éditions Renaissance du livre, 2012, 96 p.  (ISBN 978-2-50-705077-1)[39]
- Myriam Leroy n'aime pas !, Bruxelles, Belgique, Éditions Renaissance du livre, 2013, 128 p.  (ISBN 978-2-50-705131-0)
- Belgiques: Out of office, Bruxelles, Belgique, Ker Editions, 2022, 123 p.  (ISBN 978-2875863263)

### Romans
- Ariane, Paris, Éditions Don Quichotte, 2018, 205 p.  (ISBN 978-2-35949-675-8)[40]
- Les Yeux rouges , Paris, Éditions du Seuil, coll. « Cadre rouge », 2019, 192 p.  (ISBN 978-2-02-142905-3)[41]
- Le mystère de la femme sans tête, Paris, Editions du Seuil, coll. "Cadre rouge", 2023, 288 p.  (ISBN 978-2-02-151576-3)

### Documentaire
- #SalePute, réalisé avec Florence Hainaut[42]

### Scénario
- 2021 : H24 (série télévisée), épisode 11 "17h - PLS"